# ГАЗ-24-10
ГАЗ-24-10 «Волга» — це легковий автомобіль Е класу сімейства «Волга» в 4-дверному кузові седан, що виготовлявся на Горківському автомобільному заводі з 1985 по 1993 роки.

## Історія моделі

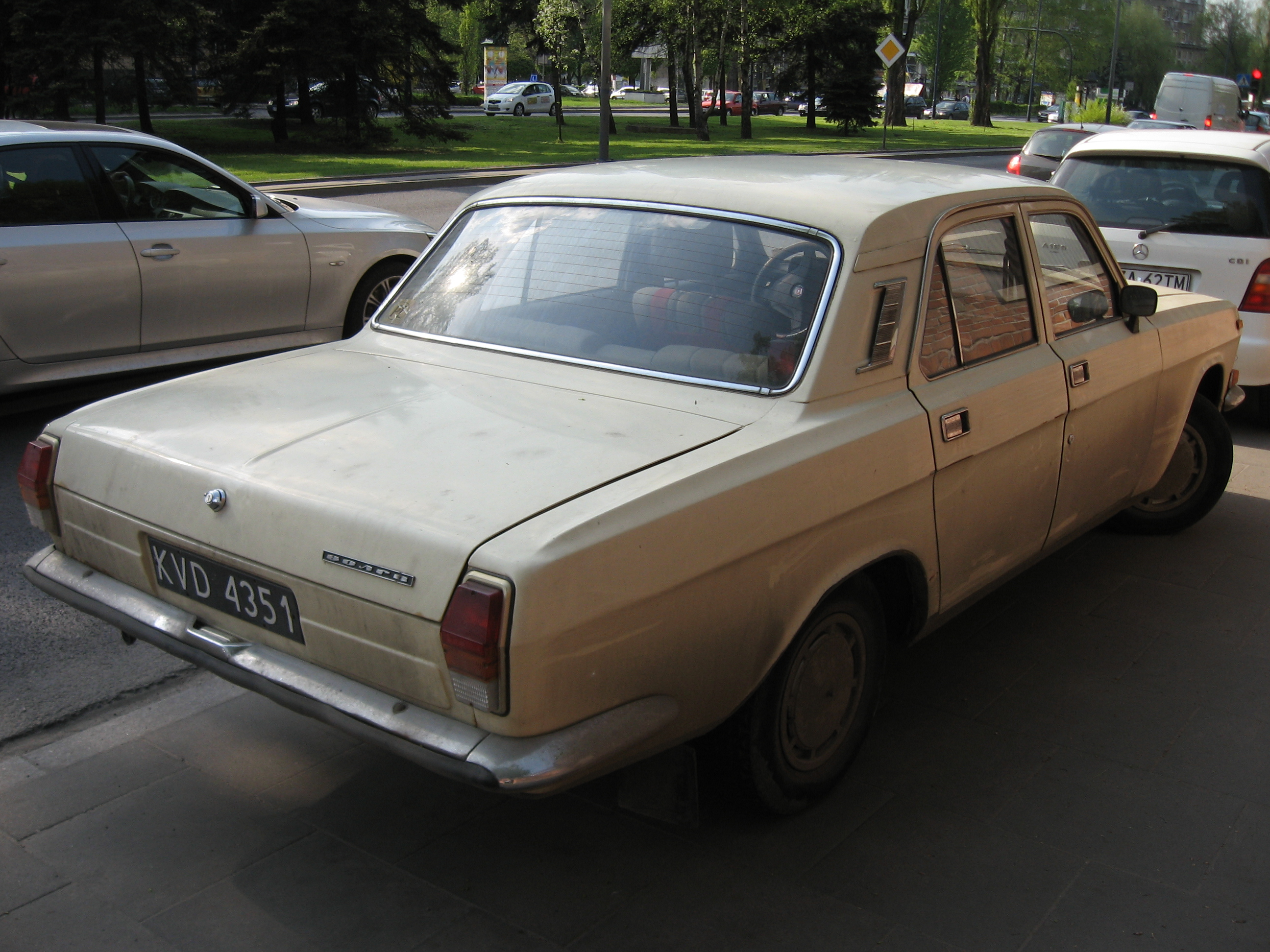
ГАЗ 24-10 «Волга» вигляд ззаду

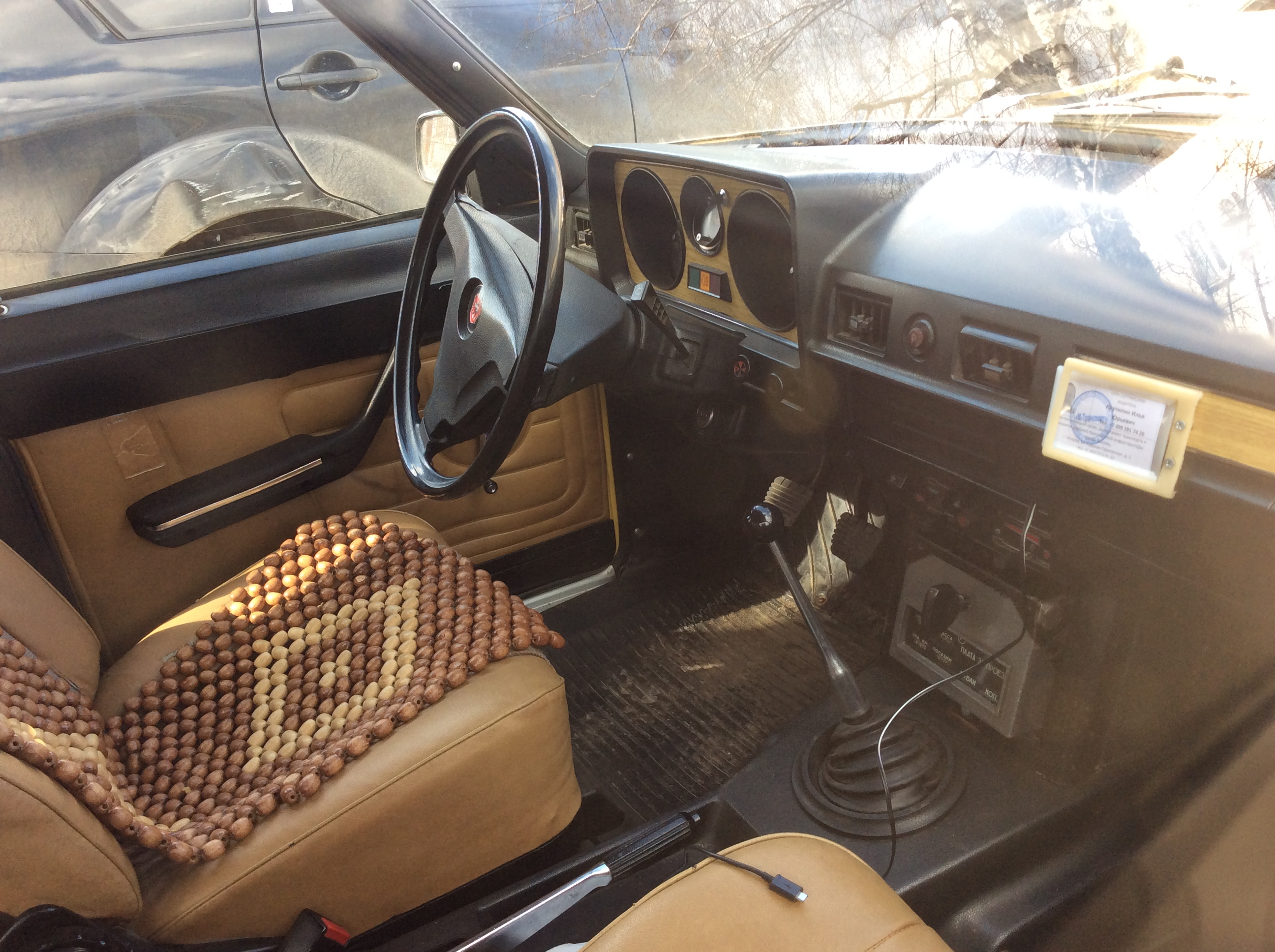

Вперше автомобіль ГАЗ-24-10 був представлений широкій громадськості влітку 1984 року на виставці в честь 60-річчя радянського автопрому «Автопром-84», що проводилася на ВДНГ. Покращення були внесені в усі основні агрегати автомобіля, за винятком зовнішнього вигляду — він був скоректований роком пізніше.
У 1972 році «Волга» нового покоління стала на конвеєр. Модернізація проводилася у два етапи. Спершу, в тому ж, 1985 .році, змінили тільки двигун і гальма, до яких були претензії. Потім, у 1986-му — салон і інше обладнання.
Автомобілі комплектувалися новими двигунами сімейства ЗМЗ-402 (бензин АІ-93; ступінь стиснення 8,2; 100 к.с.; 182 Нм), ЗМЗ-4021 (А-76; ступінь стиснення 6,7; 90 к.с.; 173 Нм), ЗМЗ-4027 (скраплений газ/АІ-93; ступінь стиску 8,2; 85 к.с.; 167 Нм). Збільшення потужності в 5 к.с. досягли завдяки удосконаленню систем впуску і випуску. З'явилася безконтактна транзисторна система запалювання. Частина двигунів комплектували карбюраторами К-151 з системою економайзера примусового холостого ходу (ЕПХХ) і системою рециркуляції відпрацьованих газів. Блок циліндрів, колінчастий вал і розподільний вал використані від двигуна ЗМЗ-4022.10 (3102). Тим не менш «гортанний» звук при перегазуваннях не зник. Його лише спробували приглушити додатковим резонатором. У заднього моста передавальне число змінилося до 3,9, а посилене зчеплення було взято від моделі ГАЗ-3102.
Зміна конструкції гальм було досить радикальною: головний гальмівний циліндр типу «тандем», двокамерний вакуумний підсилювач та інші вузли гальмівної системи взято від ГАЗ-3102. Перехід на гальмівну рідину «Нева» зажадав заміни всіх робочих циліндрів гальм. Важіль ручного гальма перекочував в простір між передніми сидіннями.
Кузов же, по суті, був лише злегка підретушований. З 1986 року стали встановлювати пластикову решітку радіатора, втоплені ручки дверей, вмонтовані в площину кузова, і вікна передніх дверей (без кватирок), спрощені бампери без іклів. Не стало габаритних підфарників; їх функцію додатково взяли на себе головні фари.
Панель приладів і консоль замінили на схожу з ГАЗ-3102, але насправді вона була з дешевого «гримучого» пластику, а не «м'якого» пінополіуретану. Нові гобеленові (рідше — велюрові) сидіння типу 3102 з підголівниками і збільшеною бічною підтримкою, нові задні сидіння з відкидним підлокітником, синтетичні килимки, змінена комплектація салону дійсно внесли свіжий струмінь у застарілий інтер'єр. Рульове колесо меншого діаметра також взяли від 3102, від неї ж встановлювали передні дискові гальма на деякі модифікації. Для поліпшення стійкості і керованості передню підвіску дещо переробили, розширивши колію. Машину укомплектували широкопрофільними радіальними шинами розмірності 205/70 R14. Диски коліс відповідно також змінили, їх оснастили новими декоративними ковпаками коліс. Обсяг багажника дещо збільшився (до 500 л) за рахунок простору вентилятора заднього скла, який замінили електрообігрівом. На вільному просторі розмістили запасне колесо.
Автомобілі модельного ряду ГАЗ-24-10 протрималися на конвеєрі більше шести років, поки в 1992 році завод не перейшов на випуск модернізованого автомобіля ГАЗ-31029, але ще рік ГАЗ-24-10 виготовляли в цеху малих серій.

## Модифікації
- ГАЗ-24-10 — базовий седан.
- ГАЗ-24-11 — таксі, з кузовом типу «седан».
- ГАЗ-24-12 — універсал на базі ГАЗ-24-10. Виготовлявся з 1987 по 1992 рік. Був розроблений для заміни «Волги» ГАЗ-24-02. На базі ГАЗ-24-12 випускався ГАЗ-24-13nbsp;— санітарна карета швидкої допомоги місткістю 4+1 (на ношах) і ГАЗ-24-14 вантажопасажирське таксі, переобладнаний під бензин АІ-76. На зміну ГАЗ-24-12 прийшов універсал на базі ГАЗ-31029 - ГАЗ-31022.
- ГАЗ-24-13 — санітарний, з кузовом типу «універсал».
- ГАЗ-24-34 — «швидкохідний автомобіль» або «машина супроводу» (неофіційно працівники автозаводу і обивателі називали її «догонялка» або «скажена»), прийшла на зміну ГАЗ-24-24, серійно випускалася з 1985 до 1993 року.
- ГАЗ-24-17 — таксі з двигуном, що працює на зрідженому газі.
- ГАЗ-24-60 — тропічне виконання (сухий і вологий клімат).